# Ernst Kundt
Ernst Kundt, född 15 april 1897 i Böhmisch-Leipa, död 15 februari 1947 i Prag, var en sudettysk politiker och SA-Oberführer. Tillsammans med Konrad Henlein grundade Kundt 1935 Sudetendeutsche Partei (SdP), som stöddes av NSDAP.
Kundt var från 1940 till 1941 understatssekreterare i Generalguvernementet och Joseph Bühlers ställföreträdare. Från 1941 till 1945 tjänstgjorde han som guvernör i distriktet Radom. Efter andra världskriget utlämnades Kundt till Tjeckoslovakien, där han dömdes till döden som krigsförbrytare och avrättades.